# Iwan Andrejewitsch Krylow

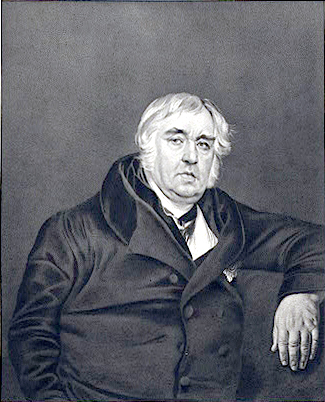
Iwan Andrejewitsch Krylow

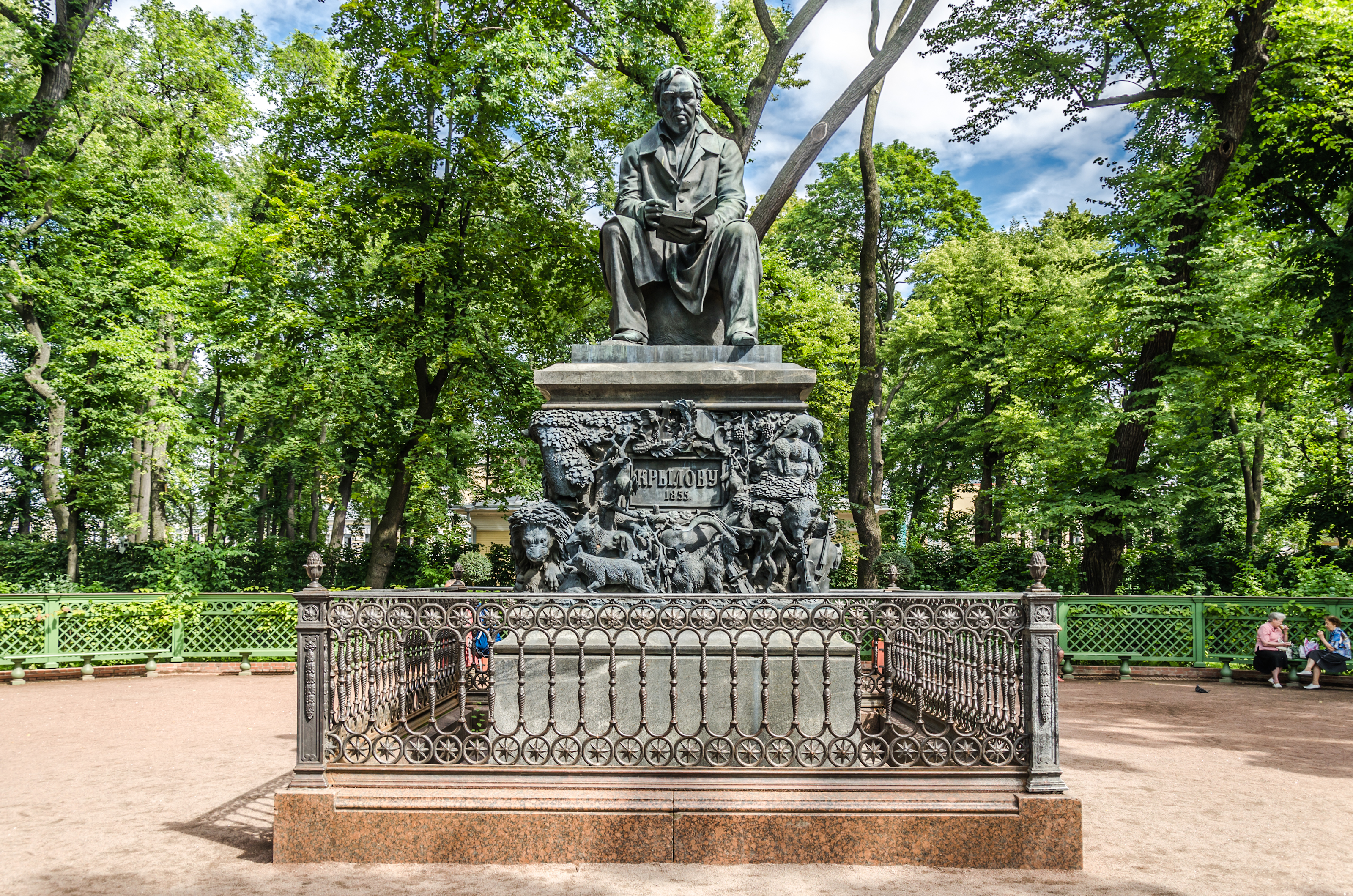
Bronzestatue Iwan Krylows im St. Petersburger Sommergarten von Peter Clodt von Jürgensburg

Iwan Andrejewitsch Krylow (russisch Иван Андреевич Крылов, wiss. Transliteration Ivan Andreevič Krylov; * 2. Februarjul. / 13. Februar 1769greg. in Moskau; † 9. Novemberjul. / 21. November 1844greg. in Sankt Petersburg) gilt als der bedeutendste Fabeldichter der russischen Literatur.

## Leben
Krylow war Sohn eines Offiziers. Er war kleiner Beamter, Hauslehrer und Bibliothekar in Sankt Petersburg.
Sein literarisches Schaffen war sehr breit gefächert, so schrieb er etwa Tragödien, Komödien wie Der Modeladen (1806) oder Eine Lektion für die Töchter (1807) sowie komische Opern. Nach 1805 veröffentlichte er fast ausschließlich nur noch Fabeln. In der Ausgabe letzter Hand von 1843 sind insgesamt 198 Stück in neun Büchern enthalten. Im Jahre 1842 erschien auch eine Ausgabe seiner Fabeln in deutscher Sprache.
Krylows Fabeln waren zu Beginn seiner schriftstellerischen Arbeit recht frei von den Arbeiten Äsops und den Fabeln von La Fontaine inspiriert. Dies war nur am Anfang seines Schaffens der Fall, sämtliche späteren Werke sind seine eigenen. Da er in der russischen Umgangssprache schrieb, die auch der einfache Mensch verstand, ist eine Reihe seiner Verse in Russland zu Sprichwörtern geworden. 1841 wurde er ordentliches Mitglied der Russischen Akademie der Wissenschaften in Sankt Petersburg.
Sein Grab befindet sich auf dem Tichwiner Friedhof am Alexander-Newski-Kloster in Sankt Petersburg.

## Ehrungen (Auswahl)
- St. Petersburg Летний сад (Sommergarten), Bronzestatue des sitzenden Fabulisten I. A. Krylow auf einem Postament mit Bronzebilder seiner Fabeltiere, errichtet 1855
- St. Petersburg Васильевский остров (Wassiljewski-Insel) Gedenktafel am Wohnhaus Nr. 8 der Straße 1-я линия B.O.
- St. Petersburg Васильевский остров (Wassiljewski-Insel), Гимназия № 24 имени И.А. Крылова (Krylow-Gymnasium)
- Вели́кий Но́вгород (Weliki Nowgorod), I. A. Krylow ist im Тысячелетие России (Nationaldenkmal Tausend Jahre Russland eingeweiht 1862) im Fries bei den 109 historischen Persönlichkeiten Russlands mit vertreten.
- Тверь (Twer), Park Krylowa, Bronzestatue des stehenden Fabulisten I. A. Krylow auf einem Steinpostament errichtet 1959
- Moskau, nordwestlich der Патриаршие пруды (Patriarchenteiche), Bronzestatue des sitzenden Fabulisten I. A. Krylow, auf einem Steinpostament errichtet 1976
- Тeйково (Teikowo), Фрунзенская улица (Frunzenskaya Straße), steinernes Denkmal des sitzenden Fabulisten I. A. Krylow
- Abbild auf sowjetischen Briefmarken 1944 (100. Todestag), 1969 (200. Geburtstag)
- Straßenbenennungen Улица Крыловая (auch переулки für Gassen oder Крыловая аллея) in verschiedenen russischen Städten und Staaten der ehemaligen UdSSR.
- Benennungen von Bibliotheken in St. Petersburg, Jaroslawl und Omsk mit имени И.А. Крылова (I. A. Krylow)